# Olympische Sommerspiele 2020/Reiten – Vielseitigkeit Mannschaft
Der Mannschaftswettbewerb im Vielseitigkeitsreiten bei den Olympischen Spielen 2020 in Tokio wurde vom 30. Juli bis 2. August 2021 im Baji Kōen (auch als Equestrian Park bezeichnet) sowie auf dem Sea Forest Cross-Country Course ausgetragen.

## Zeitplan
| Runde                | Datum          | Uhrzeit                               |
| -------------------- | -------------- | ------------------------------------- |
| Dressur Teil 1       | 30. Juli 2021  | 8:30 Ortszeit (1:30 deutscher Zeit)   |
| Dressur Teil 2       | 30. Juli 2021  | 17:30 Ortszeit (10:30 deutscher Zeit) |
| Dressur Teil 3       | 31. Juli 2021  | 8:30 Ortszeit (1:30 deutscher Zeit)   |
| Gelände              | 1. August 2021 | 7:45 Ortszeit (0:45 deutscher Zeit)   |
| Mannschafts-Springen | 2. August 2021 | 17:00 Ortszeit (10:00 deutscher Zeit) |

## Qualifikation
Insgesamt gab es 15 Startplätze. Jede Nation, die sich für den Mannschaftswettbewerb im Vielseitigkeitsreiten qualifiziert hatte, erhielt drei Startplätze im Einzelwettbewerb.
| Kontinent  | Qualifizierte Mannschaften | Qualifizierte Mannschaften | Qualifizierte Mannschaften | Qualifizierte Mannschaften |
| ---------- | -------------------------- | -------------------------- | -------------------------- | -------------------------- |
| Asien      | China                      | Japan                      | Thailand                   |                            |
| Europa     | Deutschland                | Frankreich                 | Großbritannien             | Irland                     |
| Europa     | Italien                    | Polen                      | Schweden                   | Schweiz                    |
| Ozeanien   | Australien                 | Neuseeland                 |                            |                            |
| Nord       | Vereinigte Staaten         |                            |                            |                            |
| Südamerika | Brasilien                  |                            |                            |                            |

## Titelträger
| Olympiasieger | Frankreich (Laghouag, Vallette, Lemoine, Nicolas)   | Rio de Janeiro 2016 |
| Weltmeister   | Großbritannien (Canter, French, McEwen, Tattersall) | Tryon 2018          |

## Prüfungen
Der Grundaufbau der olympischen Vielseitigkeit blieb in Tokio gleich: Mannschaft und Einzel teilten sich drei Prüfungen: Die Dressur, den Geländeritt und das erste Springen, in welchem die Mannschaftsentscheidung fiel. Doch im Vielseitigkeitsreiten, wo die Wahrscheinlichkeit des Ausfalls eines Paares recht hoch ist, erforderte die Reduzierung der Equipen auf drei Reiter ohne Streichergebnis ein besonderes Regelwerk, welches erstmals in der Nationenpreissaison 2018 erprobt wurde. Wenn ein Mannschaftsmitglied eine Teilprüfung nicht beendet hatte, erhielt die Mannschaft eine festgelegte Anzahl an Minuspunkten: 100 in der Dressur und im Springen sowie 200 im Gelände.
Wenn ein Reiter-Pferd-Paar aus human- oder veterinärmedizinischen Gründen ausfiel (z. B. nach einem Sturz oder nach nicht bestandener veterinärmedizinischer Untersuchung), konnte es in der nächsten Teilprüfung durch das Reservepaar der Nation ersetzt werden. Hierfür erhielt die Nation 20 weiterer Minuspunkte auf ihr Wertungsergebnis. Ein solcher Tausch war nur einmal pro Equipe möglich.
Die Dressur wurde über drei Abschnitte verteilt ausgetragen. Das hier erzielte Prozent-Ergebnis eines jeden Reiter-Pferd-Paares wurde von 100 abgezogen, um die Anzahl der Minuspunkte für das Paar zu ermitteln (Beispiel: Ein Dressurergebnis von 70 Prozent ergab 30 Minuspunkte). Minuspunkte konnten in den weiteren Prüfungen nicht reduziert werden. Im Idealfall beendete ein Paar mit seinem Minuspunktestand aus der Dressur alle drei Teilprüfungen.
Mit dem im Dezember 2018 neu festgelegten Regelwerk ist die Schwierigkeit der Geländestrecke angesenkt worden: Diese hatten nun bei Weltmeisterschaften und Olympischen Spielen weniger Hindernisse und kürzere Strecken als CCI 5*-L-Turniere. Aus Rücksicht auf die tropischen Bedingungen in Tokio war die Geländestrecke demgegenüber nochmals verkürzt worden, mit ca. 4500 Metern war sie damit gut zwei Kilometer kürzer als bei einem CCI 5*-L.
Goldmedaillengewinner wurde die Nation, welche noch drei Paare nach allen drei Teilprüfungen in der Wertung hatte und dabei die niedrigste Anzahl an Minuspunkten verzeichnete.

## Ergebnisse

### Zwischenstand nach der Dressur
Eine ihrer schwächeren Dressurprüfungen hatten in Tokio Sandra Auffarth und Viamant du Matz. Über 34 Minuspunkte waren zu viel: Als schwächstes deutsches Paar erhöhten sie das deutsche Ergebnis auf über 80 Minuspunkte. Die oft so sichere deutsche Führung nach dem Gelände kam so nicht zustande. Mit gut zwei Minuspunkte weniger (78,30) setzte sich die von Chris Bartle trainierte britische Equipe in Führung.
| Rang | Mannschaft          | Ergebnisse             | Ergebnisse                 | Ergebnisse  | Mannschaftsergebnis |
| Rang | Mannschaft          | Reiter                 | Pferd                      | Minuspunkte | Mannschaftsergebnis |
| ---- | ------------------- | ---------------------- | -------------------------- | ----------- | ------------------- |
| 1    | Großbritannien      | Oliver Townend         | Ballaghmor Class           | 23,60       | 78,30               |
| 1    | Großbritannien      | Laura Collett          | London                     | 25,80       | 78,30               |
| 1    | Großbritannien      | Tom McEwen             | Toledo de Kerser           | 28,90       | 78,30               |
| 2    | Deutschland         | Michael Jung           | Chipmunk                   | 21,10       | 80,40               |
| 2    | Deutschland         | Julia Krajewski        | Amande de B'Neville        | 25,20       | 80,40               |
| 2    | Deutschland         | Sandra Auffarth        | Viamant du Matz            | 34,10       | 80,40               |
| 3    | Neuseeland          | Tim Price              | Vitali                     | 25,60       | 86,40               |
| 3    | Neuseeland          | Jesse Campbell         | Diachello                  | 30,10       | 86,40               |
| 3    | Neuseeland          | Jonelle Price          | Grovine de Reve            | 30,70       | 86,40               |
| 4    | Japan               | Kazuma Tomoto          | Vinci de la Vigne          | 25,90       | 90,10               |
| 4    | Japan               | Yoshiaki Ōiwa          | Calle                      | 31,50       | 90,10               |
| 4    | Japan               | Toshiyuki Tanaka       | Talma d'Allou              | 32,70       | 90,10               |
| 5    | Schweden            | Louise Romeike         | Cato                       | 28,00       | 91,10               |
| 5    | Schweden            | Therese Viklund        | Viscera                    | 28,10       | 91,10               |
| 5    | Schweden            | Ludvig Svennerstål     | Balham Mist                | 35,00       | 91,10               |
| 6    | Australien          | Andrew Hoy             | Vassily de Lassos          | 29,60       | 93,40               |
| 6    | Australien          | Shane Rose             | Virgil                     | 31,70       | 93,40               |
| 6    | Australien          | Kevin McNab            | Don Quidam                 | 32,10       | 93,40               |
| 7    | Volksrepublik China | Alex Hua Tian          | Don Geniro                 | 23,90       | 93,60               |
| 7    | Volksrepublik China | Bao Yingfeng           | Flandia                    | 34,50       | 93,60               |
| 7    | Volksrepublik China | Sun Huadong            | Lady Chin van't Moerven Z  | 35,20       | 93,60               |
| 8    | Vereinigte Staaten  | Phillip Dutton         | Z                          | 30,50       | 94,60               |
| 8    | Vereinigte Staaten  | Boyd Martin            | Tsetserleg                 | 31,10       | 94,60               |
| 8    | Vereinigte Staaten  | Doug Payne             | Vandiver                   | 33,00       | 94,60               |
| 9    | Frankreich          | Christopher Six        | Totem de Brecey            | 29,60       | 95,10               |
| 9    | Frankreich          | Karim Florent Laghouag | Triton Fontaine            | 32,40       | 95,10               |
| 9    | Frankreich          | Nicholas Touzaint      | Absolut Gold               | 33,10       | 95,10               |
| 10   | Schweiz             | Felix Vogg             | Colero                     | 26,70       | 99,20               |
| 10   | Schweiz             | Mélody Johner          | Toubleu de Rueire          | 36,10       | 99,20               |
| 10   | Schweiz             | Robin Godel            | Jet Set                    | 36,40       | 99,20               |
| 11   | Brasilien           | Marcelo Tosi           | Glenfly                    | 31,50       | 103,60              |
| 11   | Brasilien           | Rafael Losano          | Fuiloda                    | 36,00       | 103,60              |
| 11   | Brasilien           | Carlos Parro           | Goliath                    | 36,10       | 103,60              |
| 12   | Polen               | Malgorzata Cybulska    | Chenaro                    | 31,00       | 104,60              |
| 12   | Polen               | Jan Kamiński           | Jard                       | 33,10       | 104,60              |
| 12   | Polen               | Joanna Pawlak          | Fantastic Frieda           | 40,50       | 104,60              |
| 13   | Irland              | Sam Watson             | Flamenco                   | 34,30       | 110,40              |
| 13   | Irland              | Austin O’Connor        | Colorado Blue              | 38,00       | 110,40              |
| 13   | Irland              | Sarah Ennis            | Woodcourt Garrison         | 38,10       | 110,40              |
| 14   | Thailand            | Korntawat Samran       | Bonero K                   | 32,50       | 113,10              |
| 14   | Thailand            | Weerapat Pitakanonda   | Carnival March             | 38,20       | 113,10              |
| 14   | Thailand            | Arinadtha Chavatanont  | Boleybawn Prince           | 42,40       | 113,10              |
| 15   | Italien             | Susanna Bordone        | Imperial van de Holtakkers | 33,90       | 115,40              |
| 15   | Italien             | Vittoria Panizzon      | Super Cillious             | 38,60       | 115,40              |
| 15   | Italien             | Arianna Schivo         | Quefira de l'Ormeau        | 42,90       | 115,40              |

### Zwischenstand nach dem Gelände
Die Geländestrecke des Sea Forest Cross-Country Course wurde auf einer zur Landgewinnung genutzten ehemaligen Mülldeponie errichtet. Erstmals fand dort im August 2019 ein Testturnier statt, welches Michael Jung gewann. Zwei Jahre später oblag es dem US-amerikanischen Parcoursdesigner Derek di Grazia erneut hier einen Geländekurs aufzubauen, dieses Mal auf olympischen Niveau. Durch die Verkürzung der Geländestrecke betrug die erlaubte Zeit 7,45 Minuten. Wichtig war di Grazia bei seinem Kurs, die in der Vielseitigkeit an den Hindernissen üblichen Alternativwege nicht als „Kringel“ mit Richtungswechseln auszulegen. Stattdessen gestaltete er diese als längere Wege, die dennoch flüssiges Weitergaloppieren ermöglichten.
Durch die begrenzten Platzverhältnisse auf der Insel des Geländestrecke bestand der Kurs hauptsächlich aus zwei größeren Flächen mit Hinderniskomplexen, dazwischen befanden sich fast parallel zueinander vier Galoppstrecken. Dieses ständige hin und her schätzte Oliver Townend, der im Einzel und mit der britischen Mannschaft nach dem Gelände in Führung lag, als besonders mental anspruchsvoll für die Pferde ein.
Schwedens Reiter Ludvig Svennerstål hatte nach der Dressur sein Pferd Balham Mist zurückgezogen, da dieses nicht ganz fit schien und Svennerstål kein Risiko eingehen wollte. Sara Algotsson-Ostholt rückte für Svennerstål in die Mannschaft nach, Schweden erhielt hierfür 20 Minuspunkte.
Der Sicherheitsmechanismus am abwerfbaren Geländehindernis 14C wurde insgesamt sieben Mal während des Geländetages ausgelöst, auch schon bei geringem Anstoßen gegen des Hindernis. Die war auch bei Michael Jung und seinem Pferd Chipmunk der Fall. Die elf hieraus resultierenden Minuspunkte verhinderten Jungs Chance auf einen dritten Olympiasieg in Folge. Ein Vorbeiläufer von Sandra Auffarth und Viamant du Matz (20 Minuspunkte) ließen die deutsche Equipe auf Rang sechs zurückfallen. Julia Krajewski brachte ihre fast perfekte Geländerunde mit ihrer Stute Amande de B'Neville hingegen in der Einzelwertung in aussichtsreiche Position.
Traurig war der Geländetag für die Schweizer Mannschaft: Der Schweizer Schlussreiter Robin Godel hielt seinen Wallach Jet Set vor dem viertletzten Hindernis an, nachdem der Wallach humpelte. Der Wallach wurde in eine Tierklinik gebracht, dort wurde ein Bänderriss in der Fesselbeuge diagnostiziert. Aufgrund der Position des Bänderrisses war davon auszugehen, dass für das Pferd keine Schmerzfreiheit mehr hergestellt werden könne. Daher entschieden sich die Eigner und der Reiter, den Wallach einschläfern zu lassen.
Alle drei Reiter Thailands, einer Außenseiternation im Starterfeld, schieden im Gelände aus. Unerwarteter war der Ausfall Schwedens: Therese Viklund und Louise Romeike schieden aus, bei Romeike war das Auslassen eines Hindernisses der Grund. Daraufhin verzichtete Sara Algotsson-Ostholt, die als Reservepaar nicht an der Einzelwertung teilnahm, auf den Start im Gelände.
| Rang | Mannschaft          | Ergebnisse               | Ergebnisse                 | Ergebnisse                    | Ergebnisse         | Mannschaftsergebnis (Minuspunkte) |
| Rang | Mannschaft          | Reiter                   | Pferd                      | Minuspunkte Gelände           | Minuspunkte Gesamt | Mannschaftsergebnis (Minuspunkte) |
| ---- | ------------------- | ------------------------ | -------------------------- | ----------------------------- | ------------------ | --------------------------------- |
| 1    | Großbritannien      | Oliver Townend           | Ballaghmor Class           | 0,00                          | 23,60              | 78,30                             |
| 1    | Großbritannien      | Laura Collett            | London                     | 0,00                          | 25,80              | 78,30                             |
| 1    | Großbritannien      | Tom McEwen               | Toledo de Kerser           | 0,00                          | 28,90              | 78,30                             |
| 2    | Australien          | Andrew Hoy               | Vassily de Lassos          | 0,00                          | 29,60              | 96,20                             |
| 2    | Australien          | Shane Rose               | Virgil                     | 0,00                          | 31,70              | 96,20                             |
| 2    | Australien          | Kevin McNab              | Don Quidam                 | 2,80                          | 34,90              | 96,20                             |
| 3    | Frankreich          | Christopher Six          | Totem de Brecey            | 1,60                          | 31,20              | 97,10                             |
| 3    | Frankreich          | Karim Florent Laghouag   | Triton Fontaine            | 0,00                          | 32,40              | 97,10                             |
| 3    | Frankreich          | Nicholas Touzaint        | Absolut Gold               | 0,40                          | 33,50              | 97,10                             |
| 4    | Neuseeland          | Tim Price                | Vitali                     | 1,20                          | 26,80              | 104,00                            |
| 4    | Neuseeland          | Jesse Campbell           | Diachello                  | 14,40                         | 44,50              | 104,00                            |
| 4    | Neuseeland          | Jonelle Price            | Grovine de Reve            | 2,00                          | 32,70              | 104,00                            |
| 5    | Vereinigte Staaten  | Phillip Dutton           | Z                          | 4,80                          | 35,30              | 109,40                            |
| 5    | Vereinigte Staaten  | Boyd Martin              | Tsetserleg                 | 3,20                          | 34,30              | 109,40                            |
| 5    | Vereinigte Staaten  | Doug Payne               | Vandiver                   | 6,80                          | 39,80              | 109,40                            |
| 6    | Deutschland         | Michael Jung             | Chipmunk                   | 11,00                         | 32,10              | 114,20                            |
| 6    | Deutschland         | Julia Krajewski          | Amande de B'Neville        | 0,40                          | 25,60              | 114,20                            |
| 6    | Deutschland         | Sandra Auffarth          | Viamant du Matz            | 22,40                         | 56,50              | 114,20                            |
| 7    | Italien             | Susanna Bordone          | Imperial van de Holtakkers | 11,00                         | 44,90              | 132,80                            |
| 7    | Italien             | Vittoria Panizzon        | Super Cillious             | 3,60                          | 42,20              | 132,80                            |
| 7    | Italien             | Arianna Schivo           | Quefira de l'Ormeau        | 2,80                          | 45,70              | 132,80                            |
| 8    | Irland              | Sam Watson               | Flamenco                   | 13,00                         | 47,30              | 161,00                            |
| 8    | Irland              | Austin O’Connor          | Colorado Blue              | 0,00                          | 38,00              | 161,00                            |
| 8    | Irland              | Sarah Ennis              | Woodcourt Garrison         | 37,60                         | 75,70              | 161,00                            |
| 9    | Volksrepublik China | Alex Hua Tian            | Don Geniro                 | 12,00                         | 35,90              | 185,60                            |
| 9    | Volksrepublik China | Bao Yingfeng             | Flandia                    | 38,00                         | 72,50              | 185,60                            |
| 9    | Volksrepublik China | Sun Huadong              | Lady Chin van't Moerven Z  | 42,00                         | 77,20              | 185,60                            |
| 10   | Schweiz             | Felix Vogg               | Colero                     | 11,80                         | 38,50              | 311,40                            |
| 10   | Schweiz             | Mélody Johner            | Toubleu de Rueire          | 0,40                          | 36,50              | 311,40                            |
| 10   | Schweiz             | Robin Godel              | Jet Set                    | 200,00 (aufgegeben)           | 236,40             | 311,40                            |
| 11   | Japan               | Kazuma Tomoto            | Vinci de la Vigne          | 1,60                          | 27,50              | 322,50                            |
| 11   | Japan               | Yoshiaki Ōiwa            | Calle                      | 200,00 (ausgeschieden)        | 231,50             | 322,50                            |
| 11   | Japan               | Toshiyuki Tanaka         | Talma d'Allou              | 30,80                         | 63,50              | 322,50                            |
| 12   | Brasilien           | Marcelo Tosi             | Glenfly                    | 8,80                          | 40,30              | 335,20                            |
| 12   | Brasilien           | Rafael Losano            | Fuiloda                    | 200,00 (aufgegeben)           | 236,00             | 335,20                            |
| 12   | Brasilien           | Carlos Parro             | Goliath                    | 22,80                         | 58,90              | 335,20                            |
| 13   | Polen               | Malgorzata Cybulska      | Chenaro                    | 200,00 (ausgeschieden)        | 231,00             | 362,60                            |
| 13   | Polen               | Jan Kamiński             | Jard                       | 12,80                         | 45,90              | 362,60                            |
| 13   | Polen               | Joanna Pawlak            | Fantastic Frieda           | 45,20                         | 85,70              | 362,60                            |
| 14   | Schweden            | Louise Romeike           | Cato                       | 200,00 (ausgeschieden)        | 269,00             | 711,10                            |
| 14   | Schweden            | Therese Viklund          | Viscera                    | 200,00 (ausgeschieden)        | 228,10             | 711,10                            |
| 14   | Schweden            | Ludvig Svennerstål       | Balham Mist                | Zurückgezogen vor dem Gelände | 35,00              | 711,10                            |
| 14   | Schweden            | Einsatz des Ersatzpaares | Einsatz des Ersatzpaares   | Einsatz des Ersatzpaares      | 20,00              | 711,10                            |
| 14   | Schweden            | Sara Algotsson-Ostholt   | Chicuelo                   | 200,00 (zurückgezogen)        | 200,00             | 711,10                            |
| 15   | Thailand            | Korntawat Samran         | Bonero K                   | 200,00 (ausgeschieden)        | 232,50             | 713,10                            |
| 15   | Thailand            | Weerapat Pitakanonda     | Carnival March             | 200,00 (ausgeschieden)        | 238,20             | 713,10                            |
| 15   | Thailand            | Arinadtha Chavatanont    | Boleybawn Prince           | 200,00 (ausgeschieden)        | 242,40             | 713,10                            |

### Endergebnis nach dem Mannschaftsspringen
Während Thailand nicht mehr antrat, nutzte Schweden das besondere olympische Regelwerk bei nicht beendeten Teilprüfungen und brachte alle drei Reiterinnen mit ihren Pferden in der Teilprüfung Springen wieder an den Start. Polens Reiterin Malgorzata Cybulska stellte ihr Pferd Chenaro trotz des Ausscheidens im Gelände noch in der Verfassungsprüfung vor dem abschließenden Springen vor. Da Chenaro diese nicht bestand, erhielt Polen 100 Minuspunkte für die Nichtteilnahme des Paares. Gleich zwei brasilianische Reiter zogen ihre Pferde vor dem Springen zurück. Marcelo Tosi begründete dies damit, dass sich sein Pferd im Gelände ein Eisen abgetreten hatte und der Huf sich nach dem Gelände wund abgefühlt hätte. Brasilien konnte jedoch noch sein Reservepaar im Springen einsetzen, so dass sich die Mannschaft im Klassement vor Polen halten konnte.
Die Schweiz brachte trotz der Vorkommnisse um Robin Godel die Prüfung zu Ende. Durch den Einsatz ihres Reservepaars Eveline Bodenmüller und Violine de la Brasserie schloss die Schweiz auf Rang zehn ab. Neuseeland und die Vereinigten Staaten fielen im Springen zurück: Während bei den US-Amerikaner gleichmäßig verteilt Springfehler unterliefen, warf die Neuseeländer ausschließlich der unglückliche Ritt von Tim Price und Vitali (12 Minuspunkte) zurück. Ohne einen einzigen weiteren Minuspunkt schloss die deutsche Equipe ab, die damit von Rang sechs auf Rang vier kletterte. Großbritanniens deutliche Führung hielt auch im Springen. Damit sicherten sich die im Vielseitigkeitssport als Einzelreiter so oft dominierenden Briten in der Mannschaftsentscheidung nach fast 50 Jahren wieder die Goldmedaille.
| Rang | Mannschaft          | Ergebnisse               | Ergebnisse                 | Ergebnisse                                  | Ergebnisse         | Mannschaftsergebnis (Minuspunkte) |
| Rang | Mannschaft          | Reiter                   | Pferd                      | Minuspunkte Springen                        | Minuspunkte Gesamt | Mannschaftsergebnis (Minuspunkte) |
| ---- | ------------------- | ------------------------ | -------------------------- | ------------------------------------------- | ------------------ | --------------------------------- |
| 1    | Großbritannien      | Oliver Townend           | Ballaghmor Class           | 4,00                                        | 27,60              | 86,30                             |
| 1    | Großbritannien      | Laura Collett            | London                     | 4,00                                        | 29,80              | 86,30                             |
| 1    | Großbritannien      | Tom McEwen               | Toledo de Kerser           | 0,00                                        | 28,90              | 86,30                             |
| 2    | Australien          | Andrew Hoy               | Vassily de Lassos          | 0,00                                        | 29,60              | 100,20                            |
| 2    | Australien          | Shane Rose               | Virgil                     | 4,00                                        | 35,70              | 100,20                            |
| 2    | Australien          | Kevin McNab              | Don Quidam                 | 0,00                                        | 34,90              | 100,20                            |
| 3    | Frankreich          | Christopher Six          | Totem de Brecey            | 0,00                                        | 31,20              | 101,50                            |
| 3    | Frankreich          | Karim Florent Laghouag   | Triton Fontaine            | 4,00                                        | 36,40              | 101,50                            |
| 3    | Frankreich          | Nicholas Touzaint        | Absolut Gold               | 0,40                                        | 33,90              | 101,50                            |
| 4    | Deutschland         | Michael Jung             | Chipmunk                   | 0,00                                        | 32,10              | 114,20                            |
| 4    | Deutschland         | Julia Krajewski          | Amande de B'Neville        | 0,00                                        | 25,60              | 114,20                            |
| 4    | Deutschland         | Sandra Auffarth          | Viamant du Matz            | 0,00                                        | 56,50              | 114,20                            |
| 5    | Neuseeland          | Tim Price                | Vitali                     | 12,00                                       | 38,80              | 116,40                            |
| 5    | Neuseeland          | Jesse Campbell           | Diachello                  | 0,40                                        | 44,90              | 116,40                            |
| 5    | Neuseeland          | Jonelle Price            | Grovine de Reve            | 0,00                                        | 32,70              | 116,40                            |
| 6    | Vereinigte Staaten  | Phillip Dutton           | Z                          | 8,00                                        | 43,30              | 125,80                            |
| 6    | Vereinigte Staaten  | Boyd Martin              | Tsetserleg                 | 4,40                                        | 38,70              | 125,80                            |
| 6    | Vereinigte Staaten  | Doug Payne               | Vandiver                   | 4,00                                        | 43,80              | 125,80                            |
| 7    | Italien             | Susanna Bordone          | Imperial van de Holtakkers | 0,00                                        | 44,90              | 144,80                            |
| 7    | Italien             | Vittoria Panizzon        | Super Cillious             | 8,00                                        | 50,20              | 144,80                            |
| 7    | Italien             | Arianna Schivo           | Quefira de l'Ormeau        | 4,00                                        | 49,70              | 144,80                            |
| 8    | Irland              | Sam Watson               | Flamenco                   | 8,00                                        | 55,30              | 177,00                            |
| 8    | Irland              | Austin O’Connor          | Colorado Blue              | 4,00                                        | 42,00              | 177,00                            |
| 8    | Irland              | Sarah Ennis              | Woodcourt Garrison         | 4,00                                        | 79,70              | 177,00                            |
| 9    | Volksrepublik China | Alex Hua Tian            | Don Geniro                 | 8,80                                        | 44,70              | 209,60                            |
| 9    | Volksrepublik China | Bao Yingfeng             | Flandia                    | 5,60                                        | 78,10              | 209,60                            |
| 9    | Volksrepublik China | Sun Huadong              | Lady Chin van't Moerven Z  | 9,60                                        | 86,80              | 209,60                            |
| 10   | Schweiz             | Felix Vogg               | Colero                     | 8,00                                        | 46,50              | 339,40                            |
| 10   | Schweiz             | Mélody Johner            | Toubleu de Rueire          | 0,00                                        | 36,50              | 339,40                            |
| 10   | Schweiz             | Robin Godel              | Jet Set                    | zurückgezogen                               | 236,40             | 339,40                            |
| 10   | Schweiz             | Einsatz des Ersatzpaares | Einsatz des Ersatzpaares   | Einsatz des Ersatzpaares                    | 20,00              | 339,40                            |
| 10   | Schweiz             | Eveline Bodenmüller      | Violine de la Brasserie    | 0,00                                        | 0,00               | 339,40                            |
| 11   | Japan               | Kazuma Tomoto            | Vinci de la Vigne          | 4,00                                        | 31,50              | 358,50                            |
| 11   | Japan               | Yoshiaki Ōiwa            | Calle                      | zurückgezogen                               | 231,50             | 358,50                            |
| 11   | Japan               | Toshiyuki Tanaka         | Talma d'Allou              | 12,00                                       | 75,50              | 358,50                            |
| 11   | Japan               | Einsatz des Ersatzpaares | Einsatz des Ersatzpaares   | Einsatz des Ersatzpaares                    | 20,00              | 358,50                            |
| 11   | Japan               | Ryuzo Kitajima           | Feroza Nieuwmoed           | 0,00                                        | 0,00               | 358,50                            |
| 12   | Brasilien           | Marcelo Tosi             | Glenfly                    | zurückgezogen                               | 40,30              | 463,60                            |
| 12   | Brasilien           | Rafael Losano            | Fuiloda                    | 100,00 (zurückgezogen)                      | 336,00             | 463,60                            |
| 12   | Brasilien           | Carlos Parro             | Goliath                    | 4,00                                        | 62,90              | 463,60                            |
| 12   | Brasilien           | Einsatz des Ersatzpaares | Einsatz des Ersatzpaares   | Einsatz des Ersatzpaares                    | 20,00              | 463,60                            |
| 12   | Brasilien           | Márcio Appel             | Iberon Jmen                | 4,40                                        | 4,40               | 463,60                            |
| 13   | Polen               | Malgorzata Cybulska      | Chenaro                    | 8,00                                        | 239,00             | 479,80                            |
| 13   | Polen               | Jan Kamiński             | Jard                       | 9,20                                        | 55,10              | 479,80                            |
| 13   | Polen               | Joanna Pawlak            | Fantastic Frieda           | 100,00 (Verfassungsprüfung nicht bestanden) | 185,70             | 479,80                            |
| 14   | Schweden            | Louise Romeike           | Cato                       | 12,00                                       | 240,00             | 744,30                            |
| 14   | Schweden            | Therese Viklund          | Viscera                    | 8,40                                        | 236,50             | 744,30                            |
| 14   | Schweden            | Ludvig Svennerstål       | Balham Mist                | —                                           | 35,00              | 744,30                            |
| 14   | Schweden            | Einsatz des Ersatzpaares | Einsatz des Ersatzpaares   | Einsatz des Ersatzpaares                    | 20,00              | 744,30                            |
| 14   | Schweden            | Sara Algotsson-Ostholt   | Chicuelo                   | 12,80                                       | 212,80             | 744,30                            |
| 15   | Thailand            | Korntawat Samran         | Bonero K                   | 100,00 (zurückgezogen)                      | 332,50             | 1013,10                           |
| 15   | Thailand            | Weerapat Pitakanonda     | Carnival March             | 100,00 (zurückgezogen)                      | 338,20             | 1013,10                           |
| 15   | Thailand            | Arinadtha Chavatanont    | Boleybawn Prince           | 100,00 (zurückgezogen)                      | 342,40             | 1013,10                           |